# Four Bears Village
Four Bears Village est une census-designated place située dans le comté de McKenzie, dans l’État du Dakota du Nord, aux États-Unis. Sa population s’élevait à 517 habitants lors du recensement de 2010.

## Démographie
| Groupe            | Four Bears Village | Dakota du Nord | États-Unis |
| ----------------- | ------------------ | -------------- | ---------- |
| Amérindiens       | 96,3               | 5,4            | 0,9        |
| Blancs            | 2,1                | 90,0           | 72,4       |
| Métis             | 0,6                | 1,8            | 2,9        |
| Asiatiques        | 0,2                | 1,0            | 4,8        |
| Autres            | 0,8                | 1,8            | 19         |
| Total             | 100                | 100            | 100        |
|                   |                    |                |            |
| Latino-Américains | 1,9                | 2,0            | 16,7       |

Selon l'American Community Survey, pour la période 2011-2015, 90,66 % de la population âgée de plus de 5 ans déclare parler l'anglais à la maison et 9,34 % l'hidatsa.
| 1990 | 2000 | 2010 | - | - | - |
| ---- | ---- | ---- | - | - | - |
| 309  | 364  | 517  | - | - | - |

## Source
- (en) Cet article est partiellement ou en totalité issu de l’article de Wikipédia en anglais intitulé « Four Bears Village, North Dakota » (voir la liste des auteurs).

1. ↑  (en) « Population of North Dakota - Census 2010 and 2000 », sur censusviewer.com.
2. ↑  (en) « Four Bears Village, ND Population - Census 2010 and 2000 », sur censusviewer.com.
3. ↑  (en) « Language spoken at home by ability to speak English for the population 5 years and over », sur factfinder.census.gov.
4. ↑  (en) « Statistiques des États-Unis - Dakota du nord - Profils des comtés de 2010 » (consulté en juin 2021)